# Убий Бил
„Убий Бил“ (на английски: Kill Bill) е четвъртият игрален филм, чийто сценарист и режисьор е Куентин Тарантино. В него главната роля се изпълнява от Ума Търман. Филмът е разделен на две части (Убий Бил Vol. 1 и Убий Бил Vol. 2) заради продължителността си от 3 часа и 47 минути. Първата част излиза на 10 октомври 2003, а втората на 16 април 2004, носещи съответно 70 млн. долара и 66 млн. само в САЩ.